# روسوکاسترو
روسوکاسترو (به بلغاری: Rusokastro) یک منطقهٔ مسکونی در بلغارستان است که در کامنو واقع شده‌است.